# Miss Bruxelles
 (signalé en août 2025).
Si vous disposez d'ouvrages ou d'articles de référence ou si vous connaissez des sites web de qualité traitant du thème abordé ici, merci de compléter l'article en donnant les références utiles à sa vérifiabilité et en les liant à la section « Notes et références ».
- Archive Wikiwix
- Bing
- Cairn
- DuckDuckGo
- E. Universalis
- Gallica
- Google
- G. Books
- G. News
- G. Scholar
- Persée
- Qwant
- (zh) Baidu
- (ru) Yandex
- (wd) trouver des œuvres sur Wikidata

Miss Bruxelles est un concours de beauté féminine, réservé aux jeunes femmes de la capitale belge, qualificatif pour l'élection de Miss Belgique.

## Quelques Miss Bruxelles
- 1967 : Marinette Thouet
- 1972 : Anne-Marie Roger
- 1976 : Yvette Aelbrecht
- 1977 : Claudine Vasseur
- 1978 : Maggy Moreau
- 1981 : Dominique Van Eeckhoudt
- 1982 : Marie-Pierre Lemaître
- 2003 : Carine Okenghe
- 2004 : Deniz Ates
- 2005 : Tatiana Silva Braga Tavares,(reprend le titre de Barbara Ghijssel, destituée) future Miss Belgique.
- 2006 : Audrey Berckmans
- 2007 : Halima Chehaïma (1° dauphine Miss Belgique et représentante belge à Miss Monde).
- 2008 : Fabienne Kabeya (1° dauphine Miss Belgique).
- 2009 : Zeynep Sever, future  Miss Belgique (Top 15 à Miss Univers).
- 2010 : Dahlia Michaux
- 2011 : Ayse Özdemir
- 2012 : Albana Berisha